# Urs Räber
Pour les articles homonymes, voir Raber.
Urs Räber, né le 28 novembre 1958 à Grindelwald, est un ancien skieur alpin suisse, qui a mis un terme à sa carrière sportive à cause une chute lors d'un entraînement à Davos le 27 novembre 1984.
Il dirige actuellement un hôtel à Wilderswil, dans l'Oberland bernois.

## Jeux olympiques d'hiver
| Épreuve / Édition | Sarajevo 1984 |
| Descente          | 5e            |

## Coupe du monde
- Meilleur résultat au classement général : 7e en 1984
  - Vainqueur de la coupe du monde de descente en 1984
  - 2 victoires : 2 descentes
  - 6 podiums

### Différents classements en coupe du monde
| Saison / Épreuve | Saison / Épreuve | Général | Général | Descente | Descente | Combiné | Combiné |
| ---------------- | ---------------- | ------- | ------- | -------- | -------- | ------- | ------- |
| Saison / Épreuve | Saison / Épreuve | Class.  | Points  | Class.   | Points   | Class.  | Points  |
| 1979             | 1979             | 46e     | 27      | 15e      | 27       | -       | -       |
| 1980             | 1980             | 61e     | 14      | 27e      | 6        | 19e     | 8       |
| 1981             | 1981             | 60e     | 15      | 25e      | 15       | -       | -       |
| 1982             | 1982             | 78e     | 9       | 26e      | 9        | -       | -       |
| 1983             | 1983             | 15e     | 99      | 5e       | 72       | 7e      | 27      |
| 1984             | 1984             | 7e      | 118     | 1er      | 94       | 6e      | 24      |

### Détail des victoires
| Saison / Épreuve | Descente         | Total |
| 1984             | Val Gardena Laax | 2     |
| Total            | 2                | 2     |

## Arlberg-Kandahar
- Meilleur résultat : 10e place dans le combiné 1984 à Garmisch